# Flaga Brytyjskich Wysp Dziewiczych
Flaga Brytyjskich Wysp Dziewiczych – jeden z symboli Brytyjskich Wysp Dziewiczych.
Bazowany na Blue Ensign, w kantonie znajduje się Union Jack, a w części swobodnej umieszczony jest herb kolonii, nadany 15 listopada 1960 roku – Św. Urszula i 11 lamp oliwnych. Symbolizują one 11 wiernych (niektóre źródła podają, że 11 tysięcy) zamordowanych razem ze św. Urszulą przez Hunów. Pod herbem znajduje się zwój z łacińskim napisem "VIGILATE" (pol. bądź czujny). Flaga została ustanowiona 15 listopada 1960 r., po oddzieleniu się Wysp Dziewiczych od British Leeward Islands, a w 1999 zmodyfikowano ją, dodając biały kontur do herbu.